# El Mariachi (série de films)
Pour l’article homonyme, voir El Mariachi.
 Pour plus de détails, voir Fiche technique et Distribution
El Mariachi (parfois nommée Mexico Trilogy ou Desperado Trilogy en anglais) est une trilogie cinématographique américano-mexicaine écrite et réalisée par Robert Rodriguez et produite par Los Hooligans Productions et Columbia Pictures Corporation.
Elle est composée des films suivants : El Mariachi (1992), Desperado (1995) et Il était une fois au Mexique... Desperado 2 (2003). Une série télévisée, avec Iván Arana (en) dans le rôle principal, est diffusée en 2014. Elle n'est pas produite par Robert Rodriguez.
Les trois films ont reçu un succès (majoritairement) critique et commercial.

## Synopsis

### El Mariachi
Un mariachi débarque dans une petite ville du Mexique pour trouver du travail dans un bar. Azul, un ex-prisonnier tueur à gages, prend un étui à guitare rempli d'armes et va dans la même ville pour récupérer la part que son associé, Moco, lui doit. Mais ce dernier ne l'entend pas de cette manière et envoie ses hommes de main tuer Azul. Cependant, le mariachi et Azul sont habillés en noir et possèdent chacun un étui à guitare, ce qui crée une confusion pour les hommes de main de Moco qui prennent le mariachi pour Azul.

### Desperado

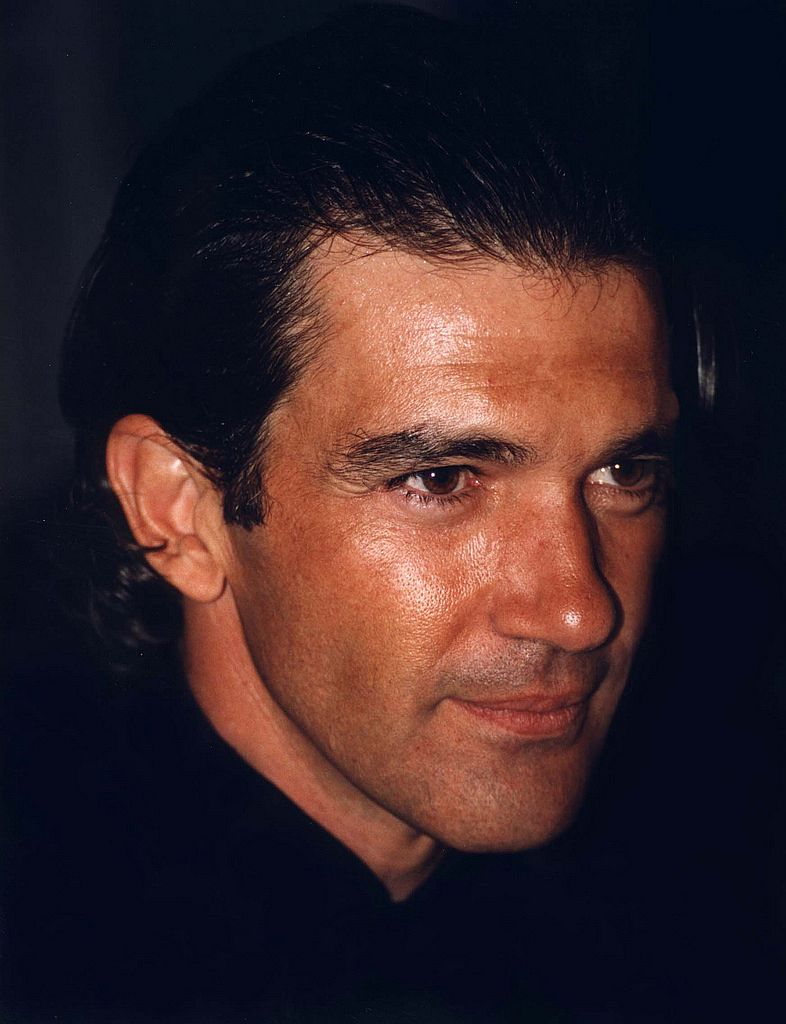
Antonio Banderas, ici en 1997, incarne le mariachi dans les deux derniers films de la trilogie (Desperado et Il était une fois au Mexique... Desperado 2).

Alors que celui qui est surnommé El Mariachi vit tranquillement au Nord du Mexique, sa fiancée se fait assassiner par Bucho, un trafiquant de drogue. Avec l'aide de son ami Buscemi et celle de Carolina, une bibliothécaire, il fera tout pour retrouver le meurtrier de sa bien-aimée.

### Il était une fois au Mexique... Desperado 2
Hanté par son passé douloureux, le Mariachi a quitté le Nord mexicain avec Carolina pour espérer mener une existence paisible. Un jour, un agent corrompu de la CIA approche le Desperado et lui demande d'empêcher une tentative d'assassinat envers le Président mexicain. Il apprend que celui qui ambitionne de tuer le Président n'est autre que Barillo, un baron de la drogue qui est responsable du passé traumatisant du Mariachi. Avec l'aide de deux hommes, Fideo et Lorenzo, il compte bien se venger de celui qui lui a attiré de nombreuses ennuis auparavant.

## Production
Après avoir réalisé un court-métrage sans prétention sous le titre de Bedhead, qui est sorti à l'automne 1991, Robert Rodriguez a l'intention de réaliser son premier long-métrage. Pour obtenir l'argent nécessaire à cette fin, il se fait utiliser en tant que cobaye dans un laboratoire pharmaceutique. Il réussira finalement à obtenir 7 000 $, qui serviront principalement pour l'achat de pellicules. Le budget n'étant pas suffisant, Rodriguez devra utiliser plusieurs techniques pour imiter les mouvements d'un dolly et utilisera des pistolets à eau en guise d'armes. Le film a été tourné en espagnol. Grâce au succès d'El Mariachi, il se voit confier un budget de 7 000 000 $ pour la suite, Desperado, qui sortira environ trois ans plus tard. Antonio Banderas remplacera Carlos Gallardo (en) pour le rôle-titre. Salma Hayek, Steve Buscemi, Danny Trejo et Joaquim de Almeida rejoignent également la distribution. Quentin Tarantino, ami intime de Rodriguez, fait un caméo en tant que client dans un bar. Le troisième film, Il était une fois au Mexique... Desperado 2, sort huit ans après Desperado. Banderas et Hayek reprennent leurs rôles respectifs, excepté Trejo qui interprète un autre personnage. Johnny Depp, Mickey Rourke, Eva Mendes et Willem Dafoe rejoignent la distribution. Rodriguez a eu l'idée de faire un troisième film durant le tournage de Desperado. Tarantino lui aurait dit : « Tu n'as pas l'air de t'en rendre compte, mais tu es en train de faire ta trilogie western. » (faisant référence à la célèbre Trilogie du dollar de Sergio Leone). Pour le troisième film, Rodriguez s'est inspiré des histoires que son oncle, ancien agent du FBI, lui aurait raconté.

## Fiche technique
| Titre                          | El Mariachi (1992)                                                      | Desperado (1995)              | Il était une fois au Mexique... Desperado 2 (1995) |
| ------------------------------ | ----------------------------------------------------------------------- | ----------------------------- | -------------------------------------------------- |
| Titre québécois (si différent) |                                                                         |                               | Il était une fois au Mexique                       |
| Titre original                 | El Mariachi                                                             | Desperado                     | Once Upon a Time in Mexico                         |
| Réalisateur                    | Robert Rodriguez                                                        | Robert Rodriguez              | Robert Rodriguez                                   |
| Scénariste                     | Robert Rodriguez                                                        | Robert Rodriguez              | Robert Rodriguez                                   |
| Producteurs                    | Elizabeth Avellan                                                       | Elizabeth Avellan             | Elizabeth Avellan                                  |
| Producteurs                    | Robert Rodriguez                                                        |                               |                                                    |
| Producteurs                    | Carlos Gallardo (en)                                                    |                               |                                                    |
| Monteur                        | Robert Rodriguez                                                        | Robert Rodriguez              | Robert Rodriguez                                   |
| Photographie                   | Robert Rodriguez                                                        | Guillermo Navarro             | Robert Rodriguez                                   |
| Musique                        | Eric GuthrieChris KnudsonCecilio RodríguezÁlvaro RodríguezMark Trujillo | Los Lobos                     | Robert Rodriguez                                   |
| Sortie                         | 26 février 1993                                                         | 25 août 1995                  | 12 septembre 2003                                  |
| Sortie                         | 29 septembre 1993                                                       | 27 septembre 1995             | 22 octobre 2003                                    |
| Durée                          | 81 minutes                                                              | 104 minutes                   | 102 minutes                                        |
| Budget                         | 7 000 $                                                                 | 7 000 000 $                   | 29 000 000 $                                       |
| Genres                         | action, thriller, neo-western                                           | action, thriller, neo-western | action, thriller, neo-western                      |
| Pays d'origine                 |                                                                         | États-Unis                    | États-Unis                                         |
| Pays d'origine                 | Mexique                                                                 |                               |                                                    |
| Sociétés de production         | Columbia Pictures                                                       | Columbia Pictures             | Columbia Pictures                                  |
| Sociétés de production         | Los Hooligans Productions                                               | Los Hooligans Productions     | Troublemaker Studios                               |
| Sociétés de production         | Dimension Films                                                         |                               |                                                    |
| Distributeur                   | Columbia Pictures                                                       | Columbia Pictures             | Columbia Pictures                                  |
| Distributeur                   | Les Films Number One                                                    | Columbia-TriStar              | NC                                                 |

## Distribution
N. B. : certains acteurs jouent des personnages différents dans chaque film
| Personnages           | El Mariachi (1992)   | Desperado (1995)   | Il était une fois au Mexique... Desperado 2 (1995) |
| --------------------- | -------------------- | ------------------ | -------------------------------------------------- |
| El Mariachi           | Carlos Gallardo (en) | Antonio Banderas   | Antonio Banderas                                   |
| Carolina              |                      | Salma Hayek        | Salma Hayek                                        |
| Domino                | Consuelo Gómez       |                    |                                                    |
| Bucho                 |                      | Joaquim de Almeida |                                                    |
| le barman             |                      | Cheech Marin       |                                                    |
| Buscemi               |                      | Steve Buscemi      |                                                    |
| le bras droit de Buco |                      | Carlos Gómez       |                                                    |
| un client du bar      |                      | Quentin Tarantino  |                                                    |
| Navajas               |                      | Danny Trejo        |                                                    |
| l'agent Sands         |                      |                    | Johnny Depp                                        |
| Billy Chambers        |                      |                    | Mickey Rourke                                      |
| Ajedrez               |                      |                    | Eva Mendes                                         |
| Cucuy                 |                      |                    | Danny Trejo                                        |
| Belini                |                      |                    | Cheech Marin                                       |
| Lorenzo               |                      |                    | Enrique Iglesias                                   |
| Barillo               |                      |                    | Willem Dafoe                                       |

### Critique

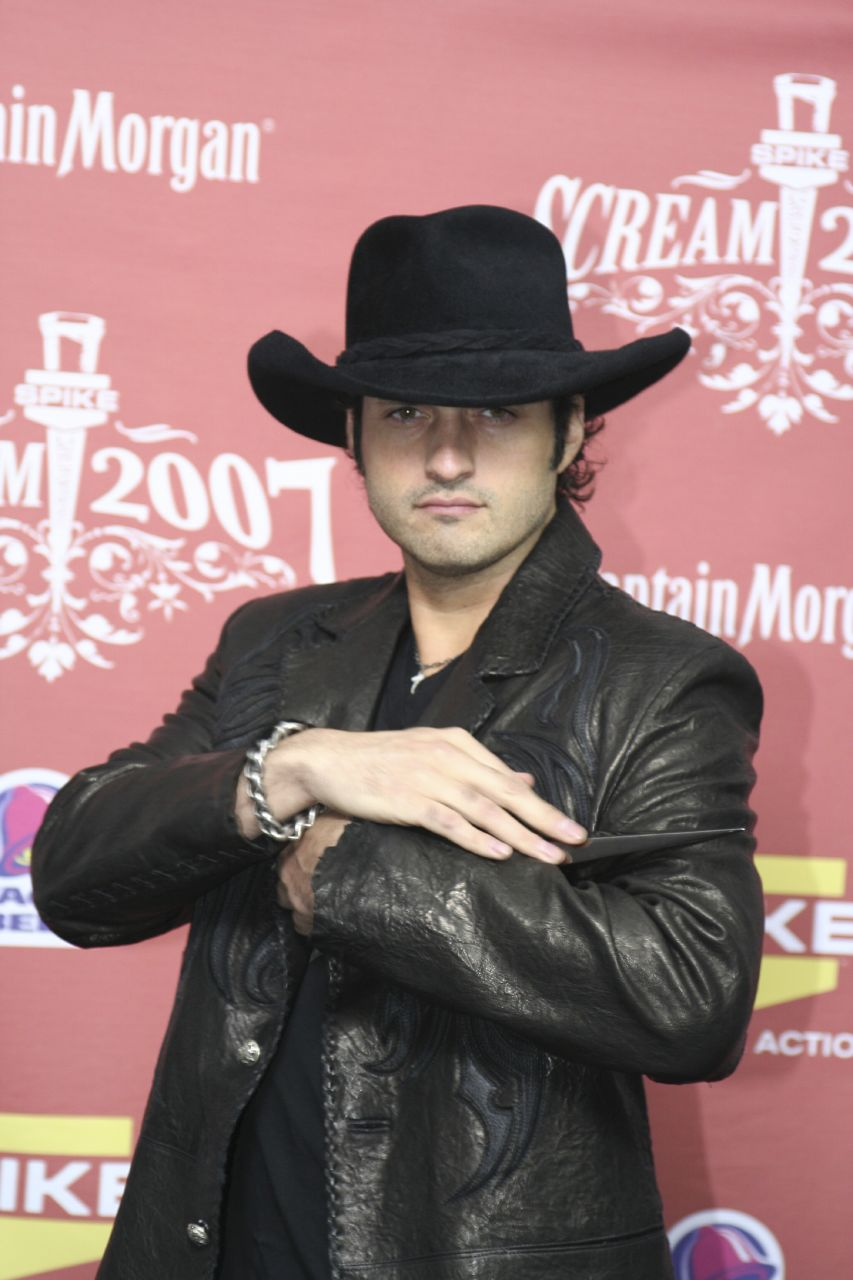
Le réalisateur de la trilogie, Robert Rodriguez

## Accueil

### Box-office
| Film                                        | Année | Budget       | Recettes mondiales | Box-office États-Unis/ Canada | Nombre d'entrées France | Réf. |
| ------------------------------------------- | ----- | ------------ | ------------------ | ----------------------------- | ----------------------- | ---- |
| El Mariachi                                 | 1992  | 7 000 $      | NC                 | 2 040 920 $                   | 58 586                  | ,    |
| Desperado                                   | 1995  | 7 000 000 $  | 57 405 445 $       | 25 405 445 $                  | 420 101                 | ,    |
| Il était une fois au Mexique... Desperado 2 | 2003  | 29 000 000 $ | 98 769 390 $       | 56 359 780 $                  | 456 385                 | ,    |

### El Mariachi
Malgré son petit budget, le film fait le tour de nombreux festivals, comme le festival international du film de Toronto, le festival du film de Sundance ou la Berlinale 1993. Les critiques sont assez bonnes et le film est remarqué par les grands studios hollywoodiens.
Sur l'agrégateur américain Rotten Tomatoes, le film recueille 93% d'opinions favorables, pour 29 critiques et une note moyenne de 7,01⁄10. Le consensus du site est « Produit avec un budget très restreint, l'histoire d'El Mariachi n'est pas nouvelle. Cependant, le film a tellement d'énergie qu'il en devient très agréable ». Sur Metacritic, il obtient une note moyenne de 73⁄100 pour 9 critiques.
En 2011, le film est inscrit au National Film Registry de la bibliothèque du Congrès des États-Unis à Washington, en raison de son « importance culturelle, historique ou esthétique ».

### Desperado
Desperado est présenté hors compétition au festival de Cannes 1995. Sur l'agrégateur américain Rotten Tomatoes, il récolte 64% d'opinions favorables pour 45 critiques et une note moyenne de 6,49⁄10. Sur Metacritic, il récolte un score de 55 sur 100, basé sur 18 critiques indiquant des « critiques mitigées ou moyennes ».

### Il était une fois au Mexique... Desperado 2
Le film récolte plutôt de bonnes critiques. Sur l'agrégateur américain Rotten Tomatoes, il récolte 66% d'opinions favorables pour 169 critiques et une note moyenne de 6,25⁄10. Sur Metacritic, il obtient une note moyenne de 56⁄100 pour 34 critiques.
En France, le film obtient une note moyenne de 3,2⁄5 sur le site Allociné, qui recense 9 titres de presse.
Le célèbre critique Roger Ebert du Chicago Sun-Times note le film 3/4 en soulignant la qualité visuelle du film avec un côté « épique à la Leone », tout en relativisant sur la qualité du scénario.